# Dumitru Moțpan
Dumitru Moțpan (ur. 3 maja 1940 w Seliște w rejonie Nisporeni, zm. 23 czerwca 2018 w Kiszyniowie) – mołdawski polityk i działacz komunistyczny, przewodniczący Parlamentu Republiki Mołdawii w latach 1997–1998.

## Życiorys
Ukończył technikum elektryfikacji i mechanizacji rolnictwa w miejscowości Soroki, następnie wyższą szkołę partyjną w Odessie. Pracował jako inżynier mechanik oraz jako prezes spółdzielni rolniczej „Puti Lenina” w Fălești. Do 1991 należał do Komunistycznej Partii Związku Radzieckiego, był zatrudniony w lokalnych strukturach partyjnych.
W 1990 wybrany na deputowanego do Rady Najwyższej Mołdawskiej SRR (przekształconej w mołdawski parlament). W 1991 został jednym z liderów ugrupowania Partidul Democrat Agrar din Moldova. Należał do sygnatariuszy mołdawskiej deklaracji niepodległości. W 1994 z powodzeniem ubiegał się o poselską reelekcję, objął wówczas funkcję wiceprzewodniczącego Parlamentu Republiki Mołdawii. Od 1997 do końca kadencji w 1998 stał na czele tej izby. Po wyborczej porażce z 1998 zrezygnował z aktywności politycznej.
Odznaczony Orderem Republiki (2012).